# Jadzia
Jadzia – polska komedia romantyczna (komedia pomyłek) z 1936 roku w reżyserii Mieczysława Krawicza, zrealizowana na podstawie scenariusza Karola Jarossego i Emanuela Szlechtera.

## O filmie
Film porusza modną w drugiej połowie lat 30. XX wieku tematykę sportową. W roli tytułowej wystąpiła Jadwiga Smosarska, największa gwiazda polskiego kina w okresie dwudziestolecia międzywojennego. W obsadzie znaleźli się również najpopularniejsi aktorzy przedwojennej polskiej komedii: Mieczysława Ćwiklińska, Aleksander Żabczyński, Stanisław Sielański, Michał Znicz i Józef Orwid. 
Zdjęcia do filmu zrealizowano w Warszawie. Plenery m.in.: Yacht Club przy Wybrzeżu Kościuszkowskim, okolice kościoła Matki Boskiej Częstochowskiej przy ul. Łazienkowskiej 14, kort tenisowy przy ul. Myśliwieckiej 4a.
W 2013 roku film został poddany cyfrowej rekonstrukcji. Kopia prezentowana do 2013 roku była niekompletna i trwała ok. 75 min, kopia zrekonstruowana trwa 91 min i  jest prawie kompletna.

## Fabuła
Dwie młode kobiety mają na imię Jadzia, a oprócz imienia łączy je również rakieta tenisowa. Jędruszewska jest mistrzynią kortów tenisowych, Maliczówna jest niezwykle charyzmatyczną właścicielką sklepu sportowego. Tymczasem trwa ostra walka między dwiema konkurującymi warszawskimi firmami, sprzedającymi sprzęt sportowy. Zbieżność imion i niedomówienia powodują, iż przedstawiciel rywalizującego sklepu sportowego Jan Oksza myli Jadzie. Stara się skłonić mistrzynię tenisa, by grała rakietą ich firmy, lecz Jan bierze początkowo Maliczównę za ową mistrzynię. Sam tymczasem podaje się za rzeźbiarza, swojego przyjaciela. Wśród gagów i licznych nieporozumień pomiędzy Jadzią Maliczówną i Janem Okszą kiełkuje uczucie, które ostatecznie łączy dwie zwaśnione firmy.

## Obsada
- Jadwiga Smosarska – Jadzia Maliczówna
- Józef Orwid – Józef Malicz, ojciec Jadzi
- Józef Kudła – Jurek Malicz, młodszy brat Jadzi
- Aleksander Żabczyński – Jan Oksza
- Mieczysława Ćwiklińska – prezesowa Oksza, matka Jana
- Michał Znicz – Królik, dyrektor firmy Oksza
- Wanda Zawiszanka – Jadzia Jędruszewska, mistrzyni tenisa
- Stanisław Sielański – Feliks Wypych, majster firmy Malicz
- Janina Janecka – Kunegunda, gospodyni Maliczów
- Jerzy Liedtke – rzeźbiarz Tarski, przyjaciel Jana Okszy
- Mieczysław Winkler – sprzedawca w sklepie Okszy
- Irena Grywiczówna – klientka w sklepie Okszy
- Eugeniusz Koszutski – klient w sklepie Malicza
- Michał Halicz – robotnik
- Jerzy Bielenia – mężczyzna na trybunach
- Józef Redo – mężczyzna na trybunach
- Henryk Małkowski – kelner
- Henryk Rzętkowski – tragarz
- Klara Belska
- Jerzy Sulima-Jaszczołt
- Henryk Kubalski
- Stanisław Purzycki
- Wacław Zdanowicz
- Stanisław Żeleński

## Piosenki z filmu
- „(Ja) Bez przerwy śmieję się” – Jadwiga Smosarska (śpiew)
- „Jak (cudne) drogie są wspomnienia” – Aleksander Żabczyński (śpiew)
- „Jadzia” – Aleksander Żabczyński (śpiew)

teksty: Emanuel Schlechter (pisownia nazwiska w filmie), muzyka: Alfred Scher.